# Integritty
 (avril 2025).
Motif : Où sont les sources secondaires, centrées et indépendantes qui montrent que les critères d'admissibilité sont atteints ?
- Archive Wikiwix
- Bing
- Cairn
- DuckDuckGo
- E. Universalis
- Gallica
- Google
- G. Books
- G. News
- G. Scholar
- Persée
- Qwant
- (zh) Baidu
- (ru) Yandex
- (wd) trouver des œuvres sur Wikidata

| 1. | Préciser le motif de la pose du bandeau. | Précisez le motif de la pose du bandeau en utilisant la syntaxe suivante : {{admissibilité à vérifier\|date=avril 2025\|motif=remplacez ce texte par le motif}}                 |
| 2. | Informer les utilisateurs concernés.     | Pensez à avertir le créateur de l'article, par exemple, en insérant le code ci-dessous sur sa page de discussion : {{subst:avertissement admissibilité à vérifier\|Integritty}} |

 (février 2025).
La mise en forme du texte ne suit pas les recommandations de Wikipédia : il faut le « wikifier ».
Les points d'amélioration suivants sont les cas les plus fréquents. Le détail des points à revoir est peut-être précisé sur la page de discussion.
- Les titres sont pré-formatés par le logiciel. Ils ne sont ni en capitales, ni en gras.
- Le texte ne doit pas être écrit en capitales (les noms de famille non plus), ni en gras, ni en italique, ni en « petit »…
- Le gras n'est utilisé que pour surligner le titre de l'article dans l'introduction, une seule fois.
- L'italique est rarement utilisé : mots en langue étrangère, titres d'œuvres, noms de bateaux, etc.
- Les citations ne sont pas en italique mais en corps de texte normal. Elles sont entourées par des guillemets français : « et ».
- Les listes à puces sont à éviter, des paragraphes rédigés étant largement préférés. Les tableaux sont à réserver à la présentation de données structurées (résultats, etc.).
- Les appels de note de bas de page (petits chiffres en exposant, introduits par l'outil «  Source ») sont à placer entre la fin de phrase et le point final[comme ça].
- Les liens internes (vers d'autres articles de Wikipédia) sont à choisir avec parcimonie. Créez des liens vers des articles approfondissant le sujet. Les termes génériques sans rapport avec le sujet sont à éviter, ainsi que les répétitions de liens vers un même terme.
- Les liens externes sont à placer uniquement dans une section « Liens externes », à la fin de l'article. Ces liens sont à choisir avec parcimonie suivant les règles définies. Si un lien sert de source à l'article, son insertion dans le texte est à faire par les notes de bas de page.
- La présentation des références doit suivre les conventions bibliographiques. Il est recommandé d'utiliser les modèles {{Ouvrage}}, {{Chapitre}}, {{Article}}, {{Lien web}} et/ou {{Bibliographie}}. Le mode d'édition visuel peut mettre en forme automatiquement les références.
- Insérer une infobox (cadre d'informations à droite) n'est pas obligatoire pour parachever la mise en page.

Pour une aide détaillée, merci de consulter Aide:Wikification.
Si vous pensez que ces points ont été résolus, vous pouvez retirer ce bandeau et améliorer la mise en forme d'un autre article.
 (février 2025).

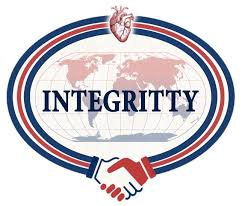
Logo d'intégrité

INTEGRITTY ( International Evidence Grading Initiative Towards Transparency and QualitY ) est une initiative de recherche multidisciplinaire engagée à promouvoir la transparence, l'intégrité et la qualité dans l'évaluation des preuves scientifiques.
Avec une attention particulière portée à la médecine cardiovasculaire, le groupe vise à évaluer de manière critique la qualité des preuves existantes afin d'optimiser la prise en charge des patients et de garantir des résultats de recherche impartiaux et sans conflit qui peuvent aider à établir la pratique clinique la plus appropriée,,.Ce groupe est cofondé par l'Association latine de chirurgie cardiaque et endovasculaire (LACES) et l'Alliance latino-européenne des sociétés de chirurgie cardiovasculaire (LEACSS) ; elle a été approuvée par plusieurs sociétés scientifiques nationales telles que la Société italienne de chirurgie cardiaque (SICCH ; Société italienne de chirurgie cardiaque), la Société française de chirurgie thoracique et cardio-vasculaire,), la Société portugaise de chirurgie thoracique et vasculaire cardiaque (SPCCTV, ), la Société espagnole de chirurgie cardiovasculaire et endovasculaire (SECCE, ) ; Société Brésilienne de Chirurgie Cardiovasculaire (SBCCV, ). Elle est également soutenue par des membres d’autres sociétés internationales du monde entier.

## Contexte
L'histoire de ce groupe a commencé avec l'idée d'analyser de manière critique les données publiées, un processus qui a débuté simultanément en 2019 : 
a) avec l'enquête sur les résultats de l'étude EXCEL au Royaume-Uni qui a montré que certains résultats de cette étude avaient été cachés au public, conduisant à des recommandations de lignes directrices incorrectes; de plus, l'impact de cette étude a été si important qu'il a même attiré l'attention particulière de la BBC.
b) avec la réanalyse des données d'essais randomisés comparant le remplacement chirurgical de la valve aortique chez les patients à haut risque avec l'implantation transcatheter de la valve aortique, présenté lors de la réunion annuelle 2018 de l'Association européenne de chirurgie cardiothoracique. 
Cette réanalyse a montré que le TAVI est associé à de meilleurs résultats dans la période postopératoire immédiate, mais à moyen terme (40 mois), il fournit de moins bons résultats que le SAVR. Les discussions qui ont suivi ont mis en lumière le fait que les preuves contenues dans la littérature cardiovasculaire devaient être réévaluées. De la maladie coronarienne au remplacement de la valve aortique, le concept d'examen critique des données d'essai a ouvert la voie à l'analyse d'études clés de référence, qui sont d'une importance fondamentale pour la formulation des lignes directrices actuelles,. Une interprétation correcte des données probantes fondées sur l'étude a été jugée essentielle, ce qui a conduit à un nouvel examen méticuleux des lignes directrices actuelles, .
Enfin, le groupe INTEGRITTY a suscité une nouvelle fois l’intérêt du journalisme d’investigation italien (émission REPORT TV, RAITRE, ITALIE), pour un reportage concernant l’inadéquation entre les données du monde réel et les études randomisées dans le domaine des maladies de la valve aortique. Cette émission a été diffusée le 29 décembre 2024 (https://www.rai.it/programmi/report/inchieste/La-posta-del-cuore-1ba1a210-d4f8-420e-963c-b149969ad5e4.html), et fait suite à une enquête journalistique précédente, diffusée sur la même chaîne le 26 novembre 2018, concernant la pertinence de l'utilisation de nouveaux dispositifs dans le traitement de la valvulopathie aortique (https://www.raiplay.it/video/2018/11/Affari-di-cuore---26112018-16b45ed0-2eab-4b08-b647-0241f4f544b2.html).

## Organisation
INTEGRITTY est un groupe volontaire et spontané ouvert à tous les professionnels travaillant dans le domaine de la médecine cardiovasculaire (cardiologues, chirurgiens cardiaques, chirurgiens vasculaires, anesthésistes cardiovasculaires, méthodologistes, statisticiens) avec une perspective multidisciplinaire  et des membres de différents continents.

## Conseil
- Alessandro Parolari (Chair)
- Amedeo Anselmi (Secretary)
- Rui Almeida
- William Boden
- Raffaele De Caterina
- Sanjay Kaul
- Mateo Marin Cuartas (Junior member)